# Скалино (присілок, Грязовецький район)
Ска́лино (рос. Скалино) — присілок у складі Грязовецького району Вологодської області, Росія. Входить до складу Ростиловського сільського поселення.

## Населення
Населення — 9 осіб (2010; 37 у 2002).
Національний склад (станом на 2002 рік):
- росіяни — 100 %